# Paula Badosa
Paula Badosa Gibert, (New York, Manhattan, 1997. november 15. –) junior Grand Slam-tornagyőztes spanyol hivatásos teniszezőnő, olimpikon.
2015 óta profi teniszjátékos. Eddigi pályafutása során egyéniben négy WTA- és hét ITF-tornagyőzelmet aratott. Legjobb világranglista helyezése egyéniben a 2. hely, amelyre 2022. április 25-én került, párosban a 124. hely, amelyet szintén 2022. április 25-én ért el.
A 2015-ös Roland Garroson megnyerte a junior lányok versenyét. Felnőtt Grand Slam-tornákon a legjobb egyéni eredményét a 2025-ös Australian Openen érte el, amelyeken az elődöntőig jutott.
A 2020-as olimpiai játékokon női egyesben a negyeddöntőt játszott, ahol a későbbi ezüstérmes cseh Markéta Vondroušovától szenvedett vereséget, miután hőguta miatt a küzdelem feladására kényszerült. Párosban Sara Sorribes Tormo párjaként a 2. fordulóban esett ki a későbbi aranyérmes cseh Barbora Krejčíková–Kateřina Siniaková párossal szembeni vereség után.
2021-ben az év során a 8. legjobb eredményt érte el, ezzel kvalifikálta magát a WTA Finals év végi világbajnokságra.

### Junior Grand Slam döntői

#### Egyéni

##### Győzelmek (1)
| Év   | Bajnokság     | Borítás | Ellenfél         | Eredmény |
| ---- | ------------- | ------- | ---------------- | -------- |
| 2015 | Roland Garros | Salak   | Anna Kalinszkaja | 6–3, 6–3 |

## WTA-döntői

### Egyéni

#### Győzelmei (4)
| Összesítés                   |
| Grand Slam-torna (0)         |
| WTA 1000 (kötelező)* (1)     |
| WTA 1000 (nem kötelező)* (0) |
| WTA 500* (2)                 |
| WTA 250* (1)                 |

|    | Dátum              | Torna                              | Borítás | Ellenfél a döntőben | Eredmény a döntőben | Eredmény a döntőben |
| 1. | 2021. május 22.    | Serbia Open, Belgrád               | Salak   | Ana Konjuh          | 6–2, 2–0 feladta    |                     |
| 2. | 2021. október 17.  | Indian Wells Masters, Indian Wells | Kemény  | Viktorija Azaranka  | 7–6(5), 2–6, 7–6(2) |                     |
| 3. | 2022. január 15.   | Sydney International, Sydney       | Kemény  | Barbora Krejčíková  | 6–3, 4–6, 7–6(4)    |                     |
| 4. | 2024. augusztus 3. | Washington Open, Washington        | Kemény  | Marie Bouzková      | 6–1, 4–6, 6–4       |                     |

## ITF döntői

### Egyéni: 15 (7–8)
| Díjazás        |
| -------------- |
| $100,000 torna |
| $80,000 torna  |
| $60,000 torna  |
| $25,000 torna  |
| $10,000 torna  |

| Borításonként |
| ------------- |
| Kemény (4–3)  |
| Salak (2–4)   |
| Fű (0–0)      |
| Szőnyeg (1–1) |

| Eredmény | Gy–V | Dátum                | Torna                                        | Borítás | Ellenfél              | Eredmény            |
| -------- | ---- | -------------------- | -------------------------------------------- | ------- | --------------------- | ------------------- |
| Győztes  | 1–0  | 2013. november 17.   | ITF Sant Jordi, Spanyolország                | Kemény  | Lucía Cervera Vázquez | 7–5, 6–0            |
| Döntős   | 1–1  | 2014. október 26.    | ITF Victoria, Mexikó                         | Kemény  | Diāna Marcinkēviča    | 7–6(2), 3–6, 1–6    |
| Győztes  | 2–1  | 2015. július 5.      | ITF Denain, Franciaország                    | Salak   | Irina Ramialison      | 7–5, 6–0            |
| Döntős   | 2–2  | 2016. április 10.    | ITF Jackson, Egyesült Államok                | Salak   | Grace Min             | 6–1, 2–6, 4–6       |
| Döntős   | 2–3  | 2017. május 28.      | ITF Caserta, Olaszország                     | Salak   | Claire Liu            | 3–6, 3–6            |
| Győztes  | 3–3  | 2017. augusztus 5.   | ITF El Espinar, Spanyolország                | Kemény  | Ayla Aksu             | 6–2, 6–4            |
| Győztes  | 4–3  | 2018. február 4.     | GB Pro-Series Glasgow, Egyesült Királyság    | Kemény  | Maia Lumsden          | 2–6, 6–1, 6–3       |
| Győztes  | 5–3  | 2018. május 27.      | ITF Les Franqueses del Valles, Spanyolország | Kemény  | Margarita Gaszparjan  | 6–4, 3–6, 6–2       |
| Győztes  | 6–3  | 2018. szeptember 30. | Valencia Open, Spanyolország                 | Salak   | Aliona Bolsova        | 6–1, 4–6, 6–2       |
| Döntős   | 6–4  | 2018. október 28.    | ITF Oslo, Norvégia                           | Salak   | Harriet Dart          | 2–6, 0–1 feladta    |
| Döntős   | 6–5  | 2019. január 27.     | Burnie International, Ausztrália             | Kemény  | Belinda Woolcock      | 6–7(3), 6–7(4)      |
| Döntős   | 6–6  | 2019. május 5.       | ITF Les Franqueses del Vallès, Spanyolország | Kemény  | Katy Dunne            | 5–7, 3–6            |
| Döntős   | 6–7  | 2019. június 2.      | Essen Open, Németország                      | Salak   | Tereza Martincová     | 2–6, 6–7(4)         |
| Győztes  | 7–7  | 2019. október 13.    | ITF Makinohara, Japán                        | Szőnyeg | Nagi Hanatani         | 7–5, 6–1            |
| Döntős   | 7–8  | 2019. október 20.    | ITF Hamamatsu, Japán                         | Szőnyeg | Hozumi Eri            | 6–7(1), 5–4 feladta |

## Eredményei Grand Slam-tornákon

### Egyéni
| Grand Slam | Australian Open | Australian Open      | Roland Garros  | Roland Garros    | Wimbledon      | Wimbledon        | US Open        | US Open          |
| Év         | Eredmény        | Utolsó ellenfél      | Eredmény       | Utolsó ellenfél  | Eredmény       | Utolsó ellenfél  | Eredmény       | Utolsó ellenfél  |
| 2015       | –               | –                    | –              | –                | –              | –                | Selejtező (Q2) | Selejtező (Q2)   |
| 2016       | –               | –                    | –              | –                | –              | –                | –              | –                |
| 2017       | –               | –                    | –              | –                | –              | –                | –              | –                |
| 2018       | –               | –                    | –              | –                | Selejtező (Q1) | Selejtező (Q1)   | Selejtező (Q2) | Selejtező (Q2)   |
| 2019       | 1. kör          | Kimberly Birrell     | Selejtező (Q1) | Selejtező (Q1)   | 1. kör         | Varvara Flink    | 1. kör         | Kiki Bertens     |
| 2020       | 2. kör          | Petra Kvitová        | 4. kör         | Laura Siegemund  | elmaradt       | elmaradt         | 1. kör         | Varvara Gracsova |
| 2021       | 1. kör          | Ljudmila Szamszonova | Negyeddöntő    | Tamara Zidanšek  | 4. kör         | Karolína Muchová | 2. kör         | Varvara Gracsova |
| 2022       | 4. kör          | Madison Keys         | 3. kör         | V Kugyermetova   | 4. kör         | Simona Halep     | 2. kör         | Petra Martić     |
| 2023       | –               | –                    | –              | –                | 2. kör         | Marta Kosztyuk   | –              | –                |
| 2024       | 3. kör          | Amanda Anisimova     | 3. kör         | Arina Szabalenka | 4. kör         | Donna Vekić      | Negyeddöntő    | Emma Navarro     |
| 2025       | Elődöntő        | Arina Szabalenka     | 3. kör         | Darja Kaszatkina | 1. kör         | Katie Boulter    |                |                  |

## Év végi világranglista-helyezései
| Év     | 2013 | 2014 | 2015 | 2016  | 2017 | 2018  | 2019 | 2020 | 2021 | 2022 | 2023 | 2024 |
| Egyéni | 678. | 366. | 220. | 314.  | 247. | 143.  | 97.  | 70.  | 8.   | 13.  | 66.  | 12.  |
| Páros  | —    | 740. | —    | 1119. | —    | 1156. | 542. | 637. | 195. | 190. | 354. | 179. |